# أمن الشبكات
أمن شبكات المعلومات  (بالإنجليزية: Network security)‏ إن فكرة نقل المعلومات وتبادلها عبر شبكة ليست بفكرة جديدة ابتدعها العصر الحالي بل أنها فكرة قديمة ولعل من أقرب شبكات المعلومات التي عاشت عصورا ً طويلة، وما تزال تتواجد في العصر الحالي: شبكات البريد، وشبكات توزيع الكتـب والصـحف، الجرائد والمجلات.في القرن التاسع عشر تمكن الإنسان من نقل المعلومات سلكيا ً ثم لا سلكيا.وفي ذات القرن ظهرت الأنظمة الهاتفيـة، وأصـبح نقـل الصوت آنيا ً، وبالتالي التخاطب أيضا ً، عبر مسافات بعيدة أمرا ً ممكنـا ً ثم تطـورت الشبكات شيئا فشيئا إلى أن أصبحت في صورتها الحالية.

## تعريف الشبكات
يقصد بالشبكات نظام معين لربط جهازين حاسوب أو أكثر باستخدام إحدي تقنيات الاتصالات، وذلك بهدف تبادل المعلومات والبيانات المتاحة بين أكثر من طرف، وكذلك بهدف تشارك الموارد المتاحة مثل الطابعات والبرامج التطبيقية، كما أن هذه الشبكات تسمح أيضاً بالتواصل المباشر بين أفراد مجتمع الشبكة لهدف معرفة تبادل المعلومات والبيانات

## تعريف أمن شبكات المعلومات
هي مجموعة من الإجراءات التي يمكن خلالها توفير الحماية القصوى للمعلومات والبيانات في الشبكات من كافة المخاطر التي تهددها، وذلك من خلال توفير الأدوات والوسائل اللازم توفيرها لحماية المعلومات من المخاطر الداخلية أو الخارجية.

## تصنيف جرائم المعلومات
1. جرائم تهدف لنشر معلومات: يتم نشر معلومات سرية تم الحصول عليها بطرق غير مشروعة عن طريق الاختراقات لشبكات المعلومات ونشر هذه المعلومات
2. جرائم تهدف لترويج الإشاعات. وهنا يتم نشر معلومات مغلوطة وغير صحيحة تتعلق بالأشخاص أو المعتقدات أو الدول بهدف تكدير السلم العام في البلدان، وكذلك نشر الإشاعات عن بعض الأشياء وإحداث البلبلة في المجتمعات.
3. جرائم التزوير الإلكترونية. وهنا يتم استخدام وسائل التكنولوجيا في عمليات التزوير بغرض تحقيق هدف معين، وكذلك يندرج تحتها عمليات التحويل المصرفي الوهمية من حسابات إلى أخرى عن طريق اختراق شبكات المصارف.
4. جرائم تقنية المعلومات. وأهم مثال لها هو عمليات القرصنة التي تحدث للبرامج الحاسوبية الأصلية والتي يتم عمل نسخ منها لتباع في الأسواق بدلاً من النسخ الأصلية.

## مكونات أمن شبكات المعلومات

### أولاً: سرية المعلومات
(بالإنجليزية: Data Confidentiality)‏ وهذا الجانب يشتمل على الإجراءات والتدابير اللازمة لمنع اطلاع غير المصرح لهم على المعلومات التي يطبق عليها بند السرية أو المعلومات الحساسة، وهذا هو المقصود بأمن وسرية المعلومات، وطبعاً درجة هذه السرية ونوع المعلومات يختلف من مكان لآخر وفق السياسة المتبعة في المكان نفسه، ومن أمثلة هذه المعلومات التي يجب سريتها: المعلومات الشخصية للأفراد.

### ثانياً: سلامة المعلومات
(بالإنجليزية: Data Integrity)‏ في هذا الجانب لا يكون الهم الأكبر هو الحفاظ على سرية المعلومات وإنما يكون الحفاظ على سلامة هذه المعلومات من التزوير والتغيير بعد إعلانها على الملأ، فقد تقوم هيئة ما بالإعلان عن معلومات مالية أو غيرها تخص الهيئة وهنا يأتي دور الحفاظ على السلامة بأن تكون هذه المعلومات محمية من التغيير أو التزوير، ومن أمثلة ذلك مثلاً: إعلان الوزارات أو الجامعات عن أسماء المقبولين للعمل بها، تتمثل حماية هذه القوائم في أن تكون مؤمنة ضد التغيير والتزوير فيها بحذف أسماء ووضع أسماء غيرها مما يسبب الحرج والمشكلات القانونية للمؤسسات، وأيضاً بالنسبة للمعلومات المالية بتغيير مبلغ مالي من 100 إلى 1000000 وهذا هام جداً لما يترتب عليه من خسائر فادحة في الأموال.

### ثالثاً: ضمان الوصول إلى المعلومات
(بالإنجليزية: Availability)‏ لعله من المنطقي أن نعرف أن كل إجراءات وصناعة المعلومات في الأساس تهدف إلى هدف واحد وهو إيصال المعلومات والبيانات إلى الأشخاص المناسبين في الوقت المناسب، وبالتالي فإن الحفاظ على سرية المعلومات وضمان سلامتها وعدم التغيير فيها لا يعني شيئاً إذا لم يستطع الأشخاص المخولين أو المصرح لهم الوصول إليها، وهنا تأتي أهمية الجانب الثالث من جوانب أو مكونات أمن المعلومات وهو ضمان وصول المعلومات إلى الأشخاص المصرح لهم بالوصول إليها من خلال توفير القنوات والوسائل الآمنة والسريعة للحصول على تلك المعلومات، وفي هذا الجانب يعمل المخربون بوسائل شتى لحرمان ومنع المستفيدين من الوصول إلى المعلومات مثل حذف المعلومات قبل الوصول إليها أو حتى مهاجمة أجهزة تخزين المعلومات وتدميرها أو على الأقل تخريبها.

## دوافع الهجوم على شبكات المعلومات
يمكن أن يتبادر إلى الذهن سؤال وهو لماذا يقوم المخربون أو المخترقون بعمليات مثل اختراق شبكات المعلومات وتهديد أمن المعلومات؟ وما هي الدوافع التي يمكن أن تكون لديهم لكي يقوموا بمثل هذه الأعمال؟ فلابد لكل شخص من دوافع للقيام بعمل ما، وهنا سنتعرف على بعض الدوافع التي رصدها المختصون بمراقبة عمليات الاختراق وجرائم المعلومات لدى القائمون بهذه الهجمات.